# Le Petit Rien tout neuf avec un ventre jaune
Le Petit Rien tout neuf avec un ventre jaune est une bande dessinée de Pascal Rabaté, éditée en 2009 par Futuropolis.

## Histoire
Patrick a une boutique de farce et attrape dans la petite ville de Mazé, il déprime depuis le départ de sa femme. La rencontre avec une acrobate de cirque va changer sa vie.